# 1978 у відеоіграх

## Події

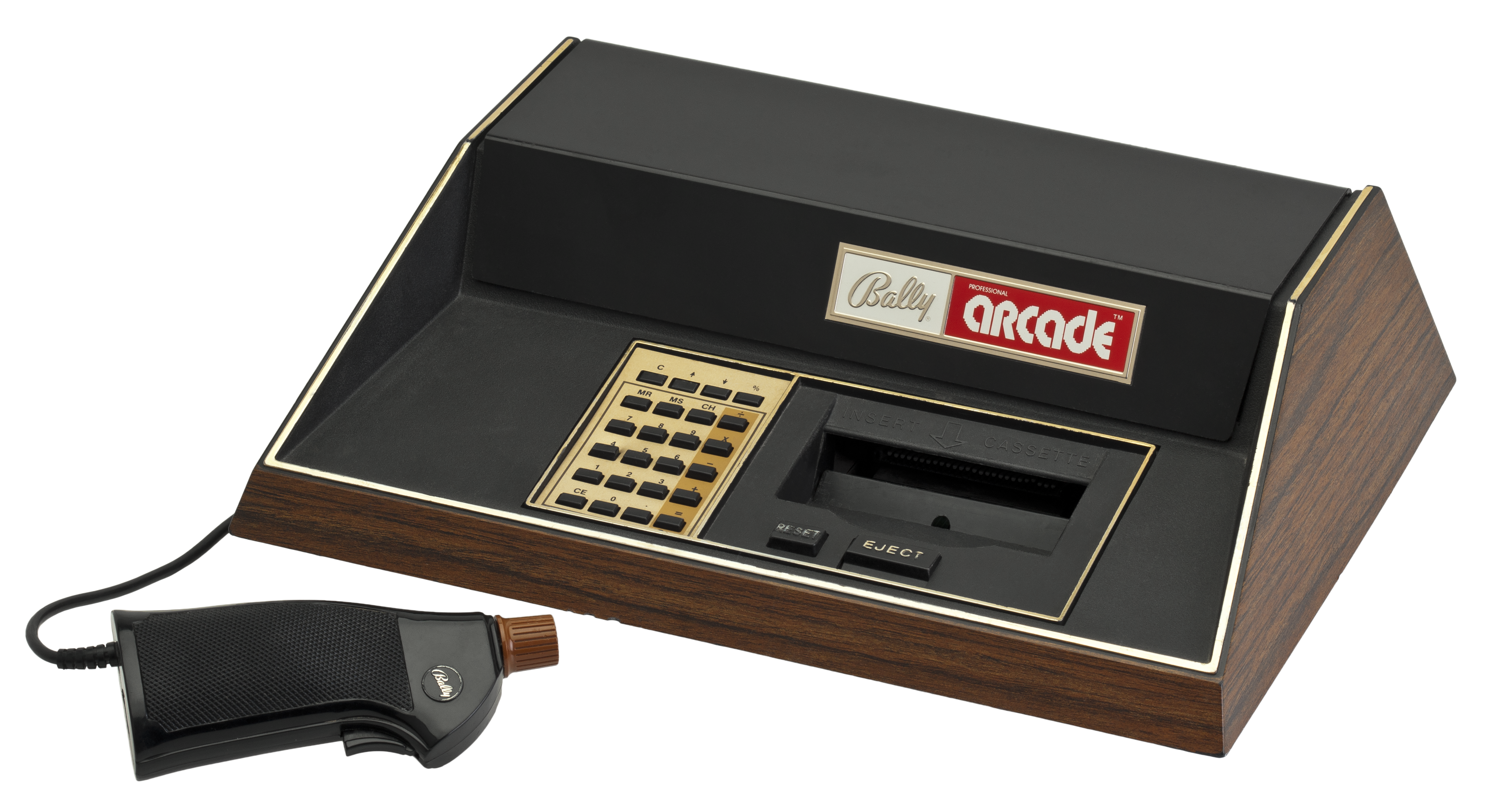
Bally Astrocade

- APF Electronics випускає домашню гральну консоль APF-M1000.
- Bally/Midway випускає домашню гральну консоль Bally Professional Arcade.
- Elektor випускає TV Games Computer.
- Entreprex випускає домашню гральну консоль Apollo 2001.
- Interton випускає гральну консоль VC 4000.
- Magnavox випускає гральну консоль Odyssey² (G7000 Videopac).
- Nintendo випускає гральну консоль Color TV Game 15 та аркадну гру Computer Othello.
- Warner Communications' Atari вперше представляє трекбол в аркадній грі Football та випускає гральну консоль Pinball Game System.

## Релізи
- У червні Taito Corporation випускає в Японії аркаду Space Invaders.
- У жовтні Namco випускає в Японії свою першу аркаду Gee Bee.
- Cinematronics випускає аркаду Space Wars, в якій використовується векторна графіка.
- Konami Corporation випускає свою першу аркадну гру The Block Game.
- Дон Даглоу (англ. Don Daglow) створює один з перших симуляторів — Killer Shrews для PDP-10. Гра базується на культовому фільмі 1959 року «Землерийки-вбивці»
- Виходить другий випуск збірки BASIC Computer Games.

## Індустрія
- Заснована компанія SNK.